# Anthony Brooke
Anthony Brooke (Kuching, 10 dicembre 1912 – Wanganui, 2 marzo 2011) è stato un nobile malese che fu principe ereditario (Tuan Muda) del Regno di Sarawak per poi divenire capo della casata dei raja bianchi di Sarawak alla morte del padre nel 1965.

## Biografia
Brooke era figlio di Bertram, Tuan Muda di Sarawak e di sua moglie, Gladys Milton Palmer, figlia ed erede di sir Walter Palmer, I baronetto, erede di parte della fortuna della ditta Huntley & Palmers.
Brooke crebbe in Inghilterra e studiò all'Eton College, al Trinity College, Cambridge ed alla School of African and Oriental Studies presso l'Università di Londra. Negli anni '30 del Novecento prestò servizio nell'amministrazione dello stato del Sarawak dove suo zio era sovrano, in particolare nel Land and Registry Department, e divenne magistrato.
Si arruolò nell'esercito del Regno Unito come soldato semplice nel novembre del 1941, prestando servizio come tenente dal 1941 al 1944 nell'Intelligence Corps nello staff del South East Asia Command di stanza a Kandy, Ceylon. Fu commissario speciale del Regno Unito per il Sarawak dal 1944 al 1945.
Nominato erede apparente col titolo di Rajah Muda of Sarawak il 25 agosto 1937, Brooke ottenne il trattamento personale di Altezza. Responsabile dell'amministrazione del Sarawak dal 1939 al 1940, in assenza del raja, venne privato dei propri titoli e dei propri incarichi il 17 gennaio 1940, ed espulso poi dallo stato nel settembre del 1941 a seguito di una disputa con suo zio, il raja Charles Vyner Brooke, il quale gli contestava il suo matrimonio con una donna di comune estrazione, Kathleen Hudden, sorella di un ufficiale di governo del Sarawak. Secondo altre fonti dietro questo gesto vi fu l'influenza di sua zia Sylvia Leonora Brett che non poteva sopportare l'idea che secondo la sharia che vigeva nel regno, nessuna delle sue tre figlie potesse assurgere al trono di Sarawak.
Nel 1944, Anthony Brooke venne reintegrato nel suo titolo di Rajah Muda dopo alcune consultazioni tra suo zio e suo padre. Venne nuovamente privato dei titoli il 12 ottobre 1945.
Nel 1946 il raja Charles Vyner cedette il Sarawak agli inglesi come colonia in cambio di una pensione per sé e per le sue tre figlie. Anthony Brooke, erede designato, inizialmente si oppose alla cessione della Corona con la maggioranza dei membri nativi del parlamento locale. Seguirono cinque anni di sollevazioni nel Sarawak, con l'intento di revocare lo status di colonia per lo stato, in parte organizzate da Brooke che nel frattempo prese  residenza a Singapore. Nel 1948, dopo che il secondo governatore britannico del Sarawak, Sir Duncan Stewart, fu assassinato dal nazionalista malese Rosli Dhobie, Brooke fu oggetto di indagini  da parte dell'intelligence britannica che lo vedeva come il mandante dell'attentato, ma non venne trovata alcuna prova a suo carico.
Nel 1951, Brooke si ritirò da ogni attività pubblica, per quanto i lealisti lo considerarono sempre il legittimo erede al trono virtuale del Sarawak.
Nel 2013, a seguito di nuovi documenti che scagionavano la sua figura e in occasione della sepoltura di Brooke nel Sarawak, l'alto commissario britannico per la Malesia offrì le sue scuse a Anthony Brooke.

## Matrimonio e figli
Brooke sposò in prime nozze a Rangoon, Burma, Kathleen Mary Hudden (1907–1981), figlia di William Edward Cecil Hudden, Scudiero di Backwell, Somerset, che divenne Ranee Muda of Sarawak. La coppia ebbe tre figli:
- James Bertram Lionel Brooke (16 agosto 1940 – 27 maggio 2017[8]) membro della Sarawak Association, Chairman del Brooke Heritage Trust, e membro della Royal Asiatic Society. Sposò in prime nozze Victoria Holdsworth (n. 1949, divenne poi moglie di Paul Getty), sposò in seconde nozze Karen Mary Lappin (n. 1955). Quest'ultima coppia ebbe due figli e visse a Edimburgo:
  - Laurence Nicholas Brooke (n. 1983, Londra), studiò alla Bruntsfield Primary School di Edimburgo ed a The High School, Dublino.
  - Jason Desmond Anthony Brooke (n. 1985, Londra), educato a Bruntsfield ed a The High School di Dublino. Studiò quindi letteratura inglese all'University College Dublin ed al Trinity College, Dublino.
- Angela Carole Brooke (1942–1986)
- Celia Margaret Brooke (3 novembre 1944 – 17 dicembre 2011), sposò in prime nozze David Ray Harper Inayat Khan (nipote di Pir-o-Murshid Hazrat Inayat Khan), in seconde nozze sposò Marcel Captier di Rennes le Chateau. Ebbe una figlia dal primo marito:
  - Sura Brooke Harper

Anthony Brooke visse per diversi periodi tra Londra e Findhorn in Scozia. Nel 1982 sposò in seconde nozze un'attivista pacifista, Brigitte (Gita) Keller (n. 1931, Copenaghen), fondatrice dell'Operation Peace Through Unity (OPTU) in Svezia nel 1975. Dal 1987 sino alla morte di Brooke i due vissero a Wanganui, Nuova Zelanda.
Brooke morì nella sua residenza di Wanganui il 2 marzo 2011, all'età di 98 anni.

## Ascendenza
|                                 |               |                                 | Genitori                   |  |  | Nonni |  |  | Bisnonni                |  |  | Trisnonni       |  |
|                                 |               |                                 |                            |  |  |       |  |  | Francis Charles Johnson |  |  | Charles Johnson |  |
|                                 |               |                                 |                            |  |  |       |  |  | Francis Charles Johnson |  |  | Charles Johnson |  |
|                                 |               | Mary Willes                     |                            |  |  |       |  |  | Francis Charles Johnson |  |  |                 |  |
| Charles Brooke, raja di Sarawak |               |                                 |                            |  |  |       |  |  | Francis Charles Johnson |  |  |                 |  |
|                                 |               | Emma Frances Brooke             | Thomas Brooke              |  |  |       |  |  |                         |  |  |                 |  |
|                                 |               | Emma Frances Brooke             | Thomas Brooke              |  |  |       |  |  |                         |  |  |                 |  |
|                                 |               | Emma Frances Brooke             | Anna Maria Stuart          |  |  |       |  |  |                         |  |  |                 |  |
| Bertram Brooke                  |               | Emma Frances Brooke             |                            |  |  |       |  |  |                         |  |  |                 |  |
|                                 |               | Joseph Clayton Jennyns de Windt | Joseph Clayton Jennings    |  |  |       |  |  |                         |  |  |                 |  |
|                                 |               | Joseph Clayton Jennyns de Windt | Joseph Clayton Jennings    |  |  |       |  |  |                         |  |  |                 |  |
|                                 |               | Joseph Clayton Jennyns de Windt | Margaret Katherine Bray    |  |  |       |  |  |                         |  |  |                 |  |
| Margaret Alice Lili de Windt    |               | Joseph Clayton Jennyns de Windt |                            |  |  |       |  |  |                         |  |  |                 |  |
|                                 |               | Elizabeth Sarah Willes de Windt | John Samuel Willes-Johnson |  |  |       |  |  |                         |  |  |                 |  |
|                                 |               | Elizabeth Sarah Willes de Windt | John Samuel Willes-Johnson |  |  |       |  |  |                         |  |  |                 |  |
|                                 |               | Elizabeth Sarah Willes de Windt | Elizabeth de Windt         |  |  |       |  |  |                         |  |  |                 |  |
| Anthony Brooke                  |               | Elizabeth Sarah Willes de Windt |                            |  |  |       |  |  |                         |  |  |                 |  |
|                                 | George Palmer | William Palmer                  |                            |  |  |       |  |  |                         |  |  |                 |  |
|                                 | George Palmer | William Palmer                  |                            |  |  |       |  |  |                         |  |  |                 |  |
|                                 | George Palmer | Mary Isaac                      |                            |  |  |       |  |  |                         |  |  |                 |  |
| Walter Palmer, I baronetto      | George Palmer |                                 |                            |  |  |       |  |  |                         |  |  |                 |  |
|                                 |               | Elizabeth Sarah Meteyard        | Robert Meteyard            |  |  |       |  |  |                         |  |  |                 |  |
|                                 |               | Elizabeth Sarah Meteyard        | Robert Meteyard            |  |  |       |  |  |                         |  |  |                 |  |
|                                 |               | Elizabeth Sarah Meteyard        |                            |  |  |       |  |  |                         |  |  |                 |  |
| Gladys Milton Palmer            |               | Elizabeth Sarah Meteyard        |                            |  |  |       |  |  |                         |  |  |                 |  |
|                                 |               | William Young Craig             | John Craig                 |  |  |       |  |  |                         |  |  |                 |  |
|                                 |               | William Young Craig             | John Craig                 |  |  |       |  |  |                         |  |  |                 |  |
|                                 |               | William Young Craig             |                            |  |  |       |  |  |                         |  |  |                 |  |
| Jean Craig                      |               | William Young Craig             |                            |  |  |       |  |  |                         |  |  |                 |  |
|                                 |               | Henrieta Milton Stanney         | Richard Stanney            |  |  |       |  |  |                         |  |  |                 |  |
|                                 |               | Henrieta Milton Stanney         | Richard Stanney            |  |  |       |  |  |                         |  |  |                 |  |
|                                 |               | Henrieta Milton Stanney         |                            |  |  |       |  |  |                         |  |  |                 |  |
|                                 |               | Henrieta Milton Stanney         |                            |  |  |       |  |  |                         |  |  |                 |  |